# Kunstjahr 1868
Liste der Kunstjahre

◄◄ | ◄ | 1864 | 1865 | 1866 | 1867 | Kunstjahr 1868 | 1869 | 1870 | 1871 | 1872 | ►

Weitere Ereignisse
Dieser Artikel behandelt das Kunstjahr 1868.

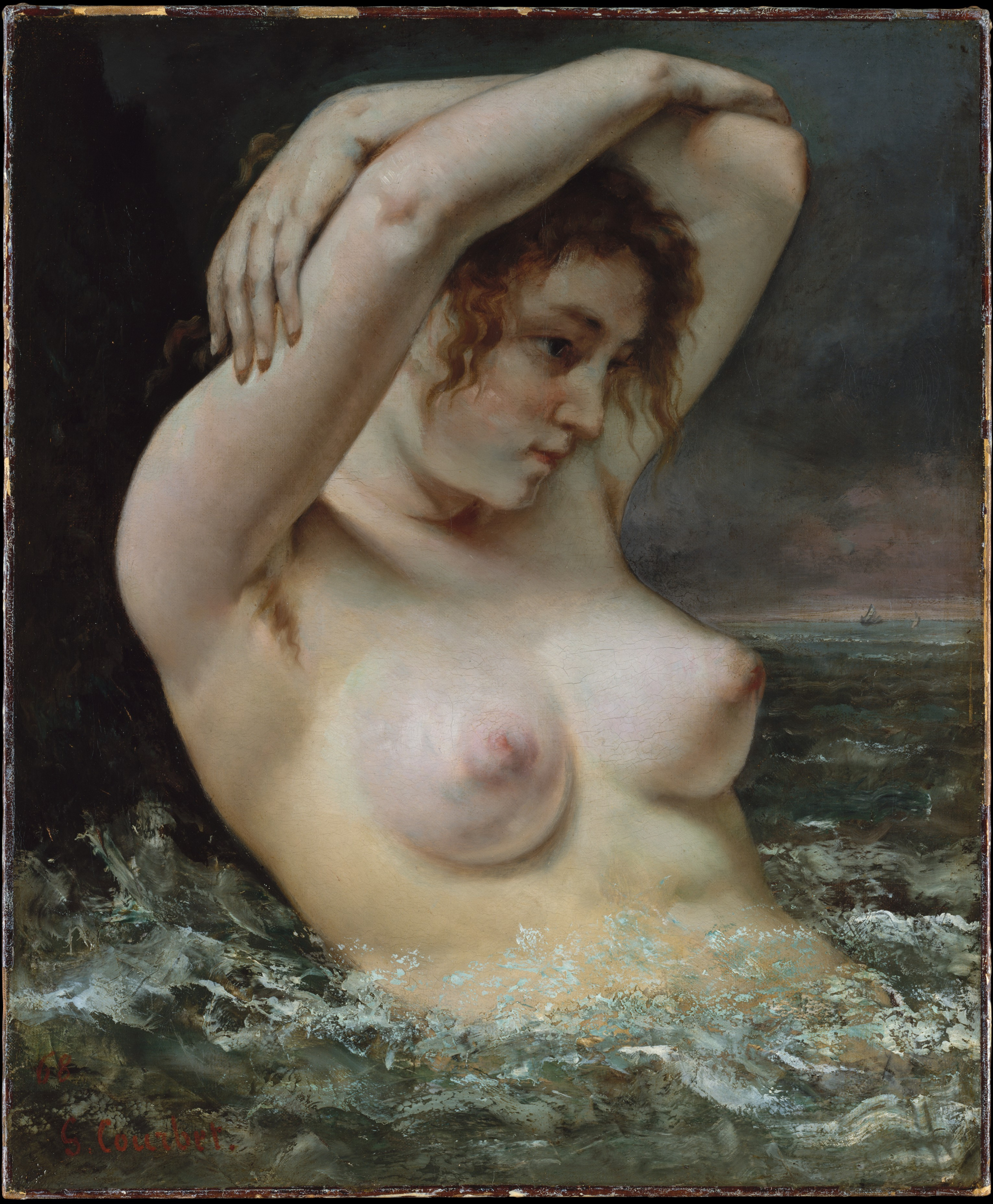
Courbet: Die Frau in den Wellen

## Ereignisse

### Architektur

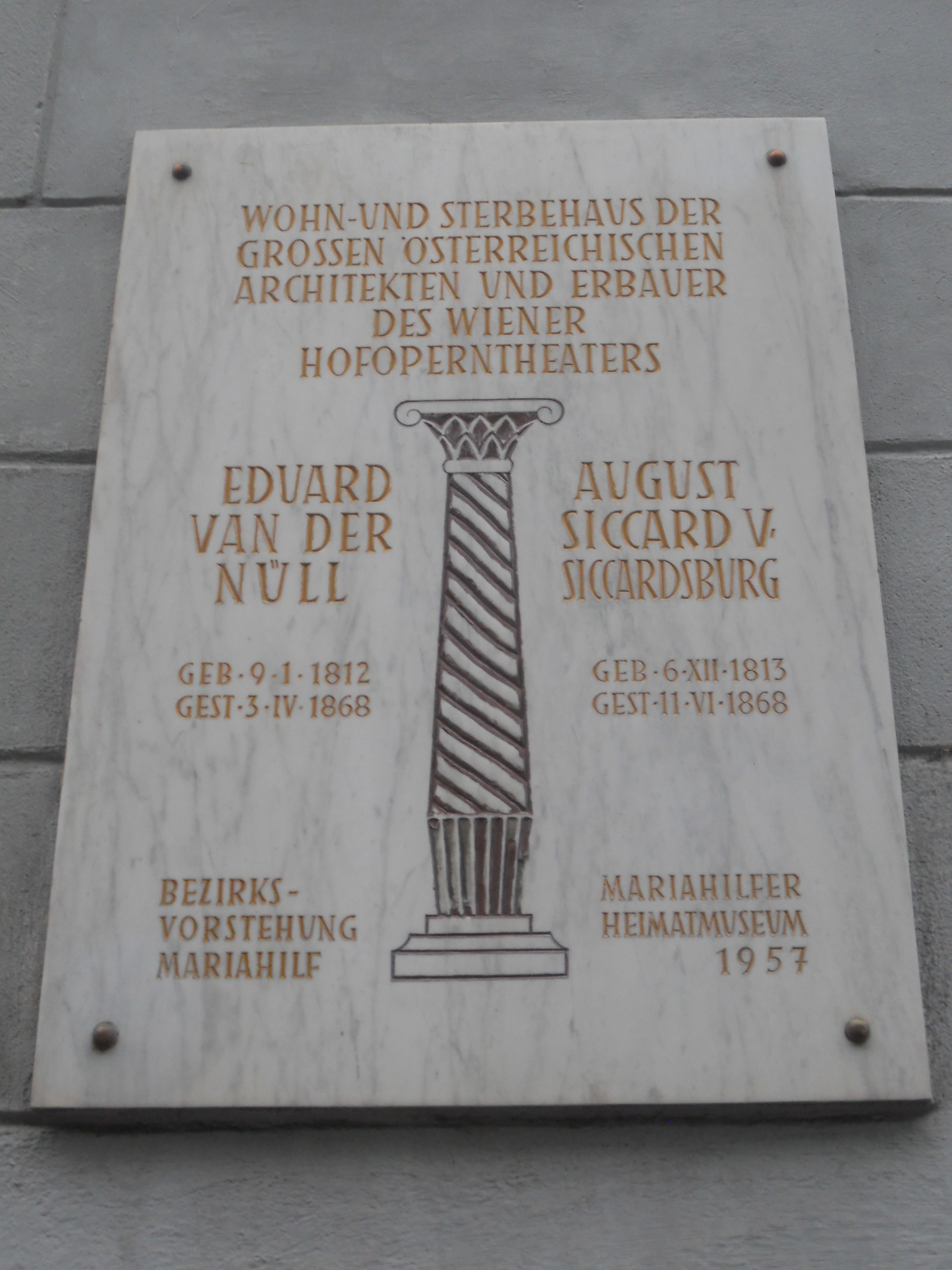
Gedenktafel auf Sicardsburgs und van der Nülls Wohnhaus in Wien

- 4. April: Wegen der vernichtenden Kritiken an dem noch in Bau befindlichen Neuen Gebäude der Wiener Hofoper nimmt sich der Architekt Eduard van der Nüll das Leben. Sein Partner August Sicard von Sicardsburg stirbt nur wenige Wochen später, so dass keiner der beiden Architekten die Fertigstellung des Gebäudes im Jahr 1869 erlebt.

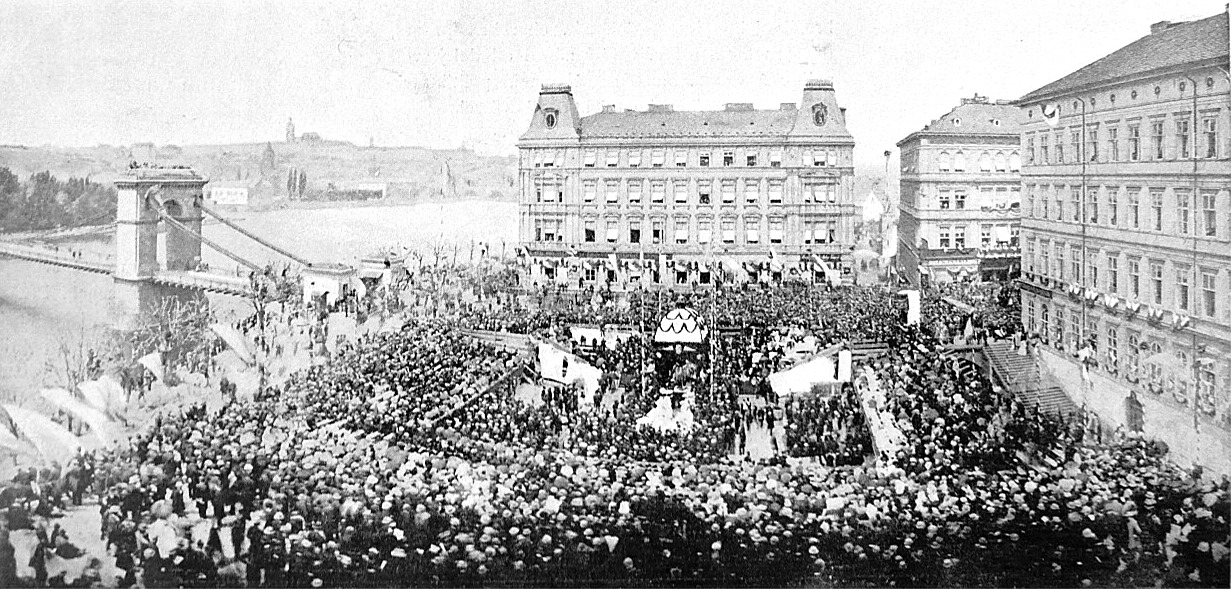
Feierliche Grundsteinlegung am 16. Mai

- 16. Mai: Der Bau des Národní divadlo in Prag beginnt. Josef Zítek ist der Architekt des Neorenaissance-Gebäudes. Der Grundstein ist vom mährischen Radhošť am 5. Mai nach Prag gekommen. Weitere Steine von böhmischen Bergen wie Říp, Vyšehrad oder Blaník folgen. Die Grundsteinlegung wird in Anwesenheit von 100.000–150.000 Zuschauern gefeiert.
- 14. August: In Goslar beginnen die Bauarbeiten zur Restaurierung der Kaiserpfalz, nachdem ein wenige Jahre zuvor geplanter Abbruch abgewendet werden konnte.

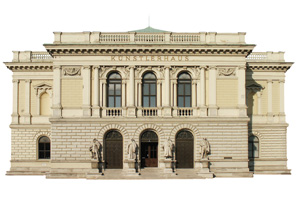
Künstlerhaus Fassade

- 1. September: Nach der Schlusssteinsetzung durch Kaiser Franz Joseph I. wird das von August Weber errichtete Künstlerhaus Wien nach dreijähriger Bauzeit eröffnet. Der Bau orientiert sich am Stil einer italienischen Renaissancevilla des Jacopo Sansovino.

- Die im russisch-byzantinischen Stil errichtete Uspenski-Kathedrale in Helsinki wird geweiht.

### Malerei

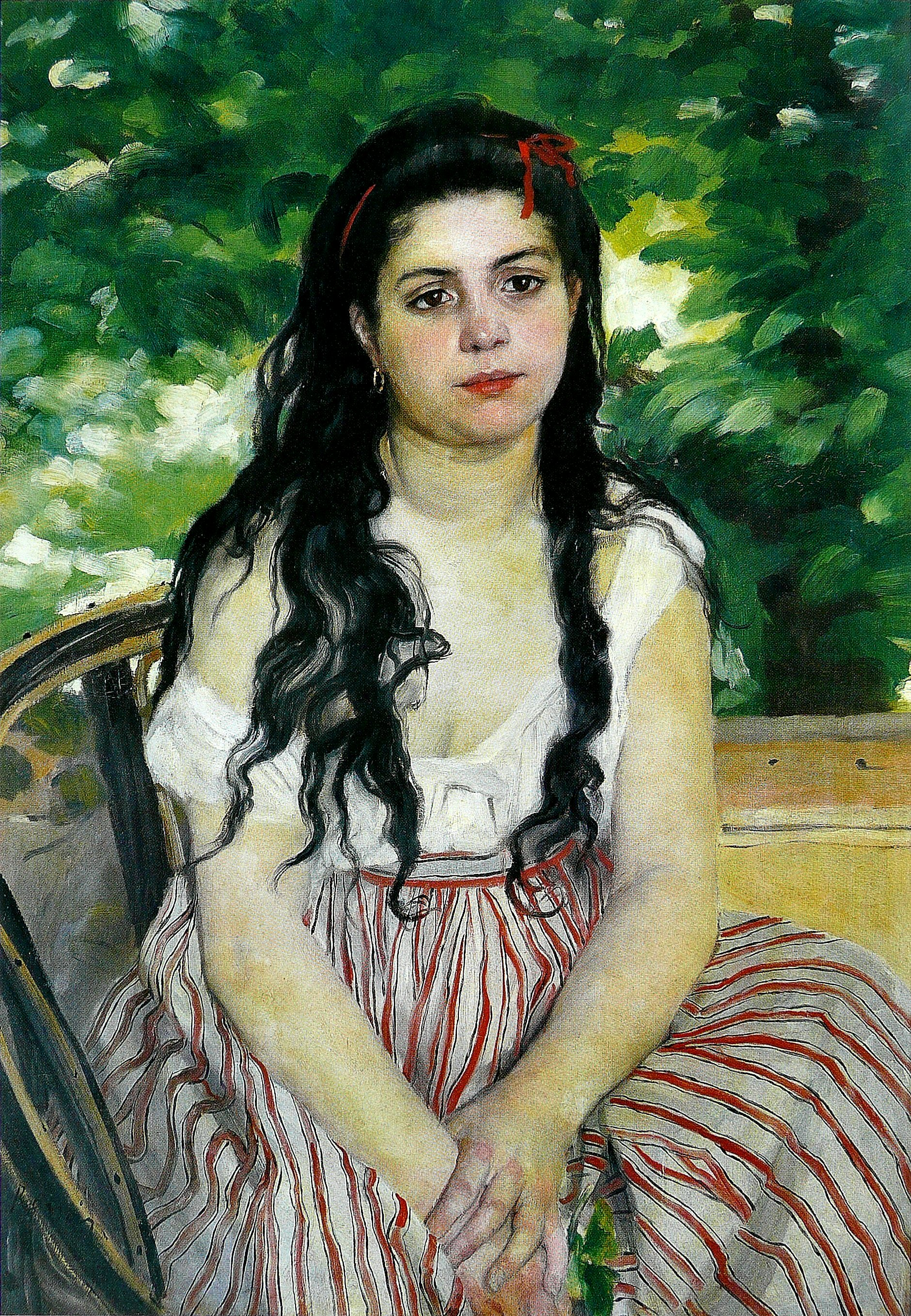
Renoir: Im Sommer, Öl auf Leinwand

- Pierre-Auguste Renoirs Gemälde Im Sommer zeigt das Porträt seiner Geliebten Lise Tréhot und wird im Gegensatz zu vielen seiner früheren Werke von der Kritik positiv aufgenommen, ohne jedoch einen finanziellen Erfolg zu bringen.
- Gustave Courbet malt in Öl auf Leinwand La femme à la vague. Das Bild gehört zu einer Serie von Aktbildern, die Courbet in den Jahren zwischen 1864 und 1868 schafft. Joanna Hiffernan ist wie sehr oft in dieser Zeit das Modell.

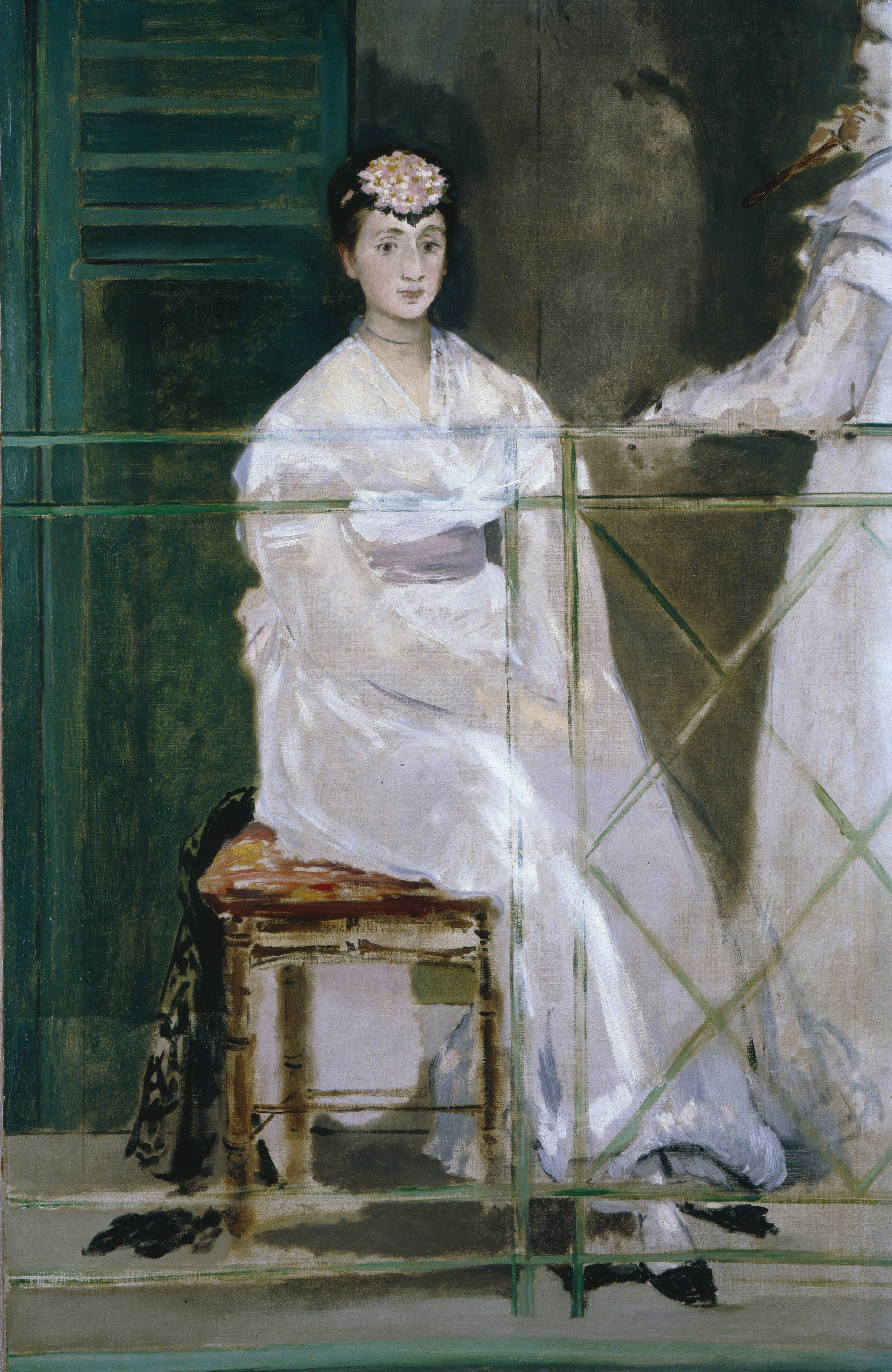
Manet: Porträt der Mademoiselle Claus

- Édouard Manet malt das Porträt der Mademoiselle Claus und beginnt mit dem Gemälde Der Balkon.
- Édouard Manet lernt im Louvre über den gemeinsamen Freund Henri Fantin-Latour die beiden Malerkolleginnen Edma und Berthe Morisot kennen. Berthe wird in den nächsten Jahren sein bevorzugtes Modell.

### Skulptur
- 25. Juni: Das von Ernst Rietschel entworfene Lutherdenkmal in Worms wird eingeweiht.

### Akademien und Künstlergesellschaften
- Der Maler Rodolphe Julian gründet im 2. Arrondissement in Paris die Kunstakademie Académie Julian.
- Belgische Künstler der Avantgarde, unter ihnen Constantin Meunier und Félicien Rops, gründen in Brüssel die Société Libre des Beaux-Arts.

## Geboren

### Erstes Halbjahr

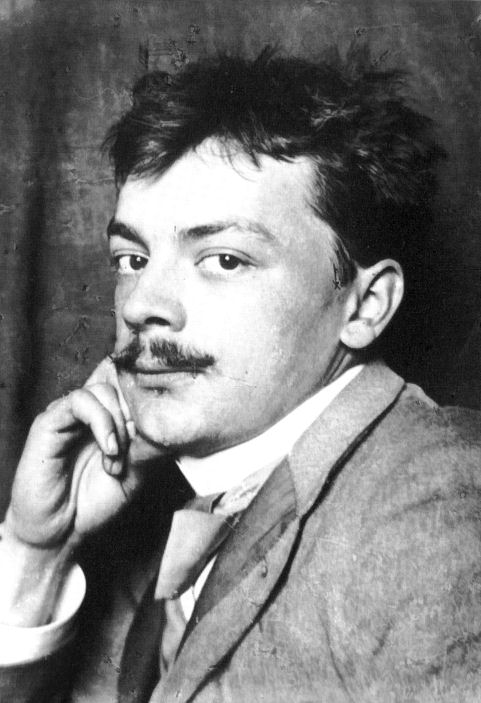
Koloman Moser (1868–1918)

- 29. Jänner: Albin Egger-Lienz, österreichischer Maler († 1926)

- 01. Februar: Ștefan Luchian, rumänischer Maler († 1916)

- 07. März: Giovanni Giacometti, Schweizer Maler († 1933)
- 28. März: Cuno Amiet, Schweizer Maler († 1961)
- 30. März: Koloman Moser, österreichischer Maler, Grafiker und Kunsthandwerker († 1918)

- 14. April: Peter Behrens, deutscher Maler und Architekt († 1940)
- 21. April: Alfred Henry Maurer, US-amerikanischer Maler († 1932)

- 29. Mai: Friedrich Lach, österreichischer Maler und Grafiker († 1933)

- 05. Juni: Jan Thorn Prikker, niederländischer Künstler († 1932)
- 07. Juni: Charles Rennie Mackintosh, schottischer Architekt, Grafiker und Maler († 1928)
- 20. Juni: Richard Riemerschmid, deutscher Architekt und Künstler († 1957)

### Zweites Halbjahr
- 05. Juli: William Henry Singer, US-amerikanischer Kunstsammler und Maler († 1943)

- 14. September: Ludwig Pollak, österreichisch-tschechoslowakischer Archäologe und Kunstsammler († 1943)
- 18. September: Jan Verkade, niederländischer Maler und Benediktiner († 1946)

- 08. Oktober: Hugo Reinhold Karl Johann Höppener, unter dem Künstlernamen Fidus deutscher Maler und Illustrator († 1948)
- 08. Oktober: Max Slevogt, deutscher Maler, Grafiker, Illustrator und Bühnenbildner († 1932)
- 16. Oktober: Hermann Dernburg, deutscher Architekt († 1935)
- 24. Oktober: Gustav Lübcke, deutscher Kaufmann, Kunstsammler und Museumsdirektor († 1925)

- 11. November: Édouard Vuillard, französischer Maler des Symbolismus († 1940)

- 21. Dezember: Hans Wacker, deutscher Maler († 1958)
- 28. Dezember: Horace Trumbauer, US-amerikanischer Architekt († 1938)

### Genaues Geburtsdatum unbekannt
- Caroline Watts, britische Malerin, Illustratorin und Suffragette († 1919)

## Gestorben

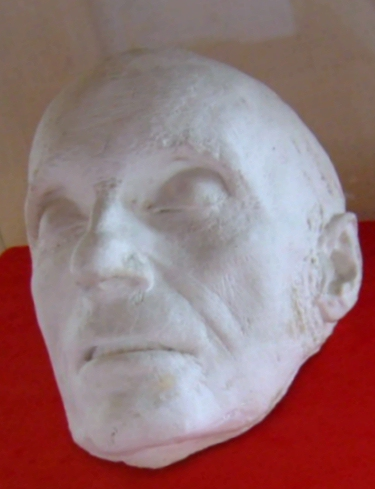
Totenmaske Adalbert Stifter, abgenommen von Josef Rint

- 28. Jänner: Adalbert Stifter, österreichischer Schriftsteller, Maler und Pädagoge (* 1805)
- 21. Februar: Giuseppe Abbati, italienischer Maler (* 1836)
- 04. April: Eduard van der Nüll, österreichischer Architekt (* 1812)
- 11. Juni: August Sicard von Sicardsburg, österreichischer Architekt (* 1813)
- 26. Juni: Johann Nepomuk Zwerger, deutscher Bildhauer (* 1796)
- 18. Juli: Emanuel Leutze, US-amerikanischer Maler (* 1824)